# 褐裸臀鯙
褐裸臀鯙，又稱輻鰭魚綱鰻鱺目鯙亞目鯙科的其中一種，分布於印度太平洋區，從查戈斯群島至社會群島海域，棲息在珊瑚礁區，屬肉食性，生活習性不明。

## 擴展閱讀
維基物種上的相關：褐裸臀鯙